# Ле Ван Фыок
Ле Ван Фыо́к (вьет. Lê Văn Phươc, 15 октября 1929) — южновьетнамский велогонщик, выступавший на шоссе и треке. Участник летних Олимпийских игр 1952 и 1956 годов.

## Биография
Ле Ван Фыок родился 15 октября 1929 года.
В 1952 году вошёл в состав сборной Южного Вьетнама на летних Олимпийских играх в Хельсинки. В групповой шоссейной гонке на 190,4 км сошёл с трассы. В командной шоссейной гонке на ту же дистанцию в сборной Южного Вьетнама финишировал только один из четырёх гонщиков — Лыу Куан, а Тяу Фыок Винь, Нгуен Дык Хьен и Ле Ван Фыок сошли с трассы.
В 1956 году вошёл в состав сборной Южного Вьетнама на летних Олимпийских играх в Мельбурне. В индивидуальном спринте проиграл в 1/8 финала Дику Плугу из Австралии и Эврарду Годефройду из Бельгии и выбыл из борьбы.